# Мисс США 2022
Мисс США 2022 (англ. Miss USA 2022) — 71-й национальный конкурс красоты. Проводился 3 октября 2022 года в «Grand Sierra Resort» в городе Рино, штат Невада. Ведущими вечера стали Зури Холл, Юлисса Бермудез и Мика Джесси.
Это была первая победа для штата Техас впервые за 14 лет и десятая победа на данном конкурсе. Р'Бонни Габриэль стала самой возрастной победительницей конкурса красоты в возрасте 28 лет, 6 месяцев и 13 дней, обойдя Чесли Крист и Брук Ли.

## Закулисье

### Локация

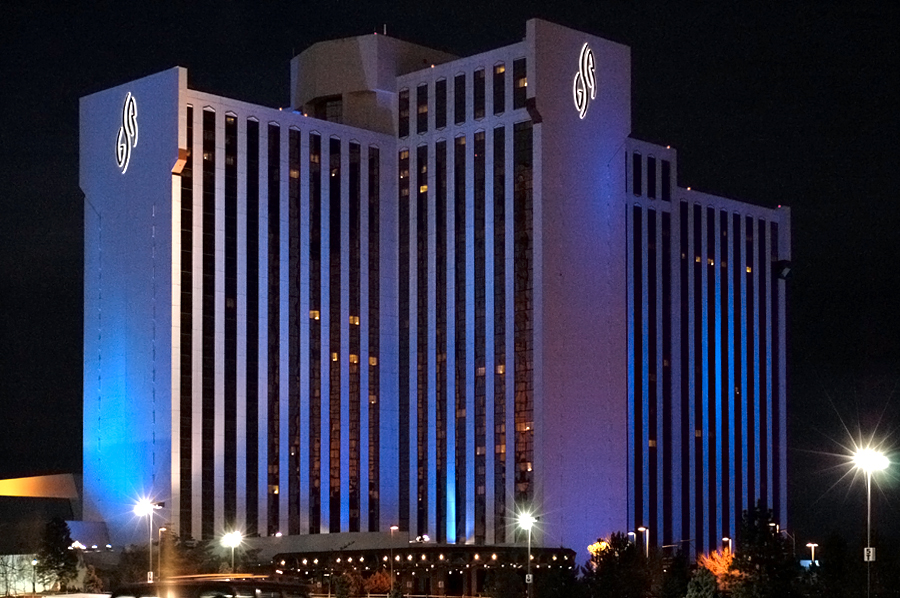
в Рино, место проведения конкурса красоты «Мисс США 2022».

14 июля 2022 года было объявлено, что как и Юная мисс США 2022, будет проведён в городе Рино, штат Невада в последующие три года. 
Это будет второй раз, когда конкурс будет проводиться в Рино c 2019 года. На следующий день было подтверждено, что конкурс будет проводиться в Grand Sierra Resort 3 октября. Кристл Стюарт подтвердила, что локаия была выбрана в честь Чесли Крист, победительницы «Мисс США 2019», совершивашая суицид в январе 2022 года.
В сентябре 2022 года было анонсировано, что ведущими вечера станут Зури Холл, а Юлисса Бермудез и Мика Джесси будут выступать в качестве второстепенных ведущих.

### Отбор участников конкурса
Пандемия COVID-19 повлияло на продолжительность между большинством конкурсов штатов в прошлом году, при этом обладательниц титулов от штатов в предыдущем году сократилось до восьми-одиннадцати месяцев, в зависимости от штата. Участницы из 50 штатов и Округа Колумбия начались в сентябре 2021 и закончились в июле 2022 года, чтобы избежать конфликта отборочных дат с другим национальным конкурсом Мисс Америка 2023 из-за плотности отборочных графиков. Первыми штатами, где прововодился отборочный конкурс стали Айдахо и Монтана, 12 сентября 2021 года. Последним штатом стал Колорадо 3 июля 2022 года.
Одиннадцать участниц ранее участвовали в конкурсах Юная мисс США и Мисс Америка, восемь — бывшие победительницы штатов «Юная мисс США», две — бывшие обладательницы титула «Мисс Америка» и одна — бывшая обладательница титула «Miss America's Outstanding Teen».

## Результаты
| Итоговый результат | Участница |
| ------------------ | --- |
| Мисс США 2022      | - Техас – Р'Бонни Габриэль |
| 1-я Вице-мисс      | - Северная Каролина – Морган Романо |
| 2-я Вице-мисс      | - Небраска – Натали Пайпер |
| 3-я Вице-мисс      | - Огайо – Сэр'Квора Кэрролл |
| 4-я Вице-мисс      | - Иллинойс – Анхель Рейес |
| Топ 12             | - Коннектикут – Синтия Диас § - Канзас – Элизе Ноэ - Миннесота – Маделин Хелгет - Нью-Гэмпшир – Камила Сакко - Нью-Мексико – Сюзанна Перес - Теннесси – Эмили Саттл - Вермонт – Келси Голонка |
| Топ 16             | - Калифорния – Тиффани Джонсон - Вашингтон (округ Колумбия) – Вера Портер - Миссури – Микала МакГи - Западная Виргиния – Кристиан Леонард                                                     |

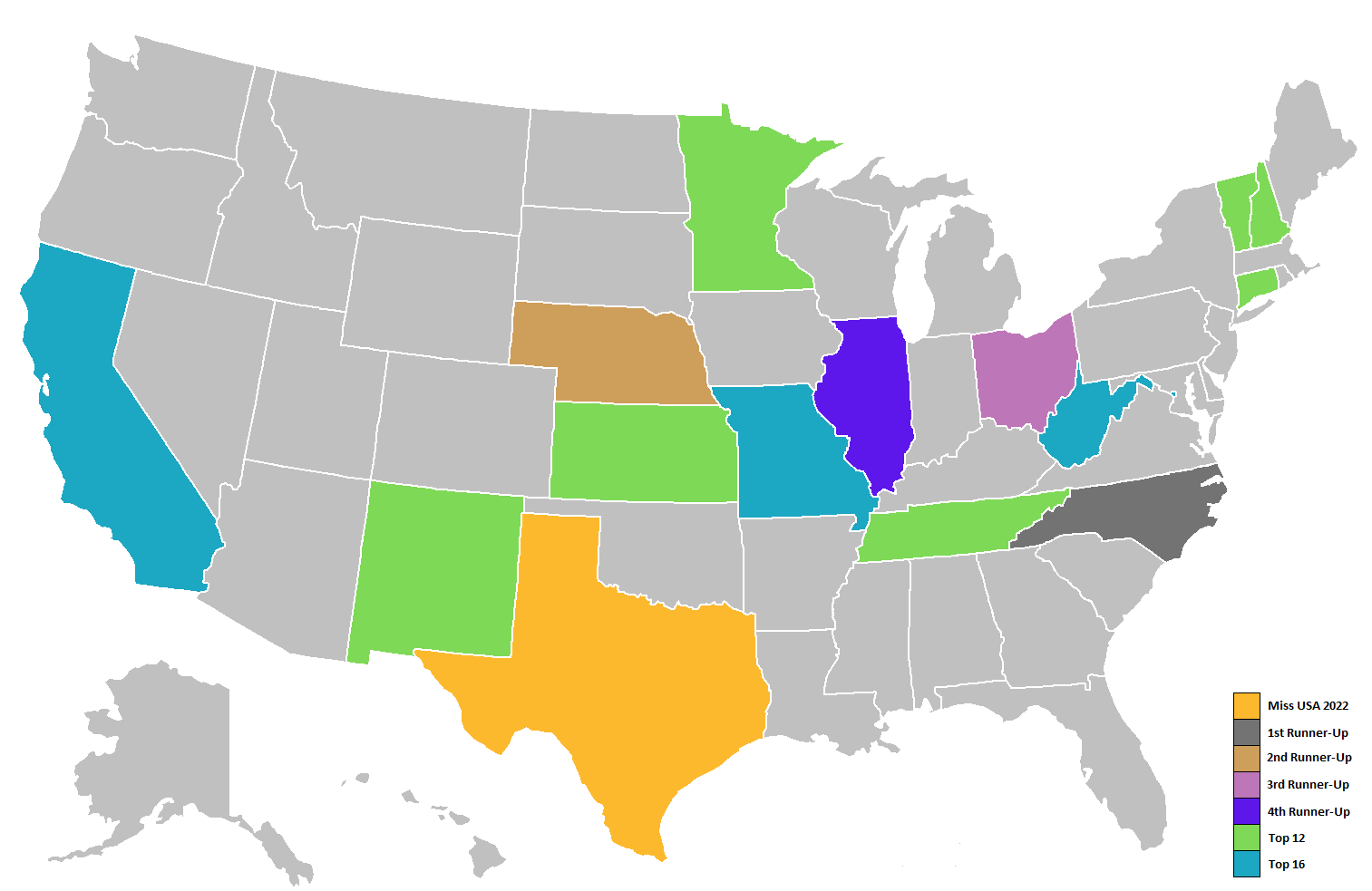
Итоги конкурса на карте

§ – Вошла в Топ 16 по результатам онлайн-голосования.

### Специальные награды
| Награда              | Награда              | Участница                 | Прим. |
| -------------------- | -------------------- | ------------------------- | ----- |
| Лучший костюм        | Победительница       | - Техас – Р’Бонни Гэбриэл | [ 6 ] |
| Лучший костюм        | Второе место         | - Теннесси – Эмили Саттл  | [ 6 ] |
| Лучший костюм        | Третье место         | - Мэн – Элизабет Кервин   | [ 6 ] |
| Мисс Конгениальность | Мисс Конгениальность | - Аляска – Кортни Шуман   |       |
| Мисс Фотогеничность  | Мисс Фотогеничность  | - Иллинойс – Анхель Рейес |       |

## Конкурс

### Судьи
- Эшли Кларк – Американская бизнесвумен и продюсер[5]
- Су Ён Ли[англ.] – Южнокорейский игрок в настольный теннис и модель[5]
- Кирк Майерс[англ.] – Американский фитнес-тренер[5]
- Оливия Понтон – Американская модель и влиятельный человек в социальных сетях[5]
- Аарон Поттс – Американский модельер[5]
- Николь Уильямс-Инглиш – Канадский модельер и модель[5]

## Участницы
Список участниц:
| Штат                       | Участница         | Возраст | Родной город     | Место         | Примечание |
| -------------------------- | ----------------- | ------- | ---------------- | ------------- | --- |
| Алабама                    | Кейтлин Винсон    | 22      | Дотан            |               | |
| Аляска                     | Кортни Шуман      | 28      | Анкоридж         |               | В прошлом «Мисс Аляска 2018»                                                                                  |
| Аризона                    | Изабель Тикло     | 28      | Финикс           |               | В прошлом «Мисс Аризона 2018»                                                                                 |
| Арканзас                   | Райли Вагнер      | 22      | Озарк            |               | |
| Калифорния                 | Тиффани Джонсон   | 26      | Ланкастер        | Топ 16        | |
| Колорадо                   | Алексис Гловер    | 23      | Колорадо-Спрингс |               | В прошлом «Юная мисс Колорадо 2017»                                                                           |
| Коннектикут                | Синтия Диас       | 23      | Волкотт          | Топ 12        | В прошлом «Miss Connecticut's Outstanding Teen 2014»                                                          |
| Делавэр                    | Грейс Ланге       | 22      | Ньюарк           |               | В прошлом «Юная мисс Делавэр 2017»                                                                            |
| Вашингтон (округ Колумбия) | Вера Портер       | 23      | Вашингтон        | Топ 16        | |
| Флорида                    | Тейлор Фулфорд    | 28      | Окичоби          |               | |
| Джорджия                   | Холли Хэйнс       | 26      | Шугар-Хилл       |               | |
| Гавайи                     | Киана Ямат        | 28      | Гонолулу         |               | |
| Айдахо                     | Джордана Дамен    | 27      | Бойсе            |               | |
| Иллинойс                   | Анхель Рейес      | 26      | Чикаго           | 4-я Вице-мисс | |
| Индиана                    | Саманта Тони      | 27      | Кларксвилл       |               | |
| Айова                      | Рэнди Эстабрук    | 25      | Де-Мойн          |               | |
| Канзас                     | Элизе Ноэ         | 23      | Лоренс           | Топ 12        | |
| Кентукки                   | Лиззи Нойтц       | 23      | Луисвилл         |               | |
| Луизиана                   | RN Сканнелл       | 22      | Денем-Спрингс    |               | |
| Мэн                        | Элизабет Кервин   | 20      | Винтерпорт       |               | |
| Мэриленд                   | Кейли Шейд        | 23      | Ошен-Сити        |               | В прошлом «Юная мисс Мэриленд 2018»                                                                           |
| Массачусетс                | Скарлет Рамирес   | 28      | Лоренс           |               | |
| Мичиган                    | Ария Хатчинсон    | 24      | Плимут           |               | Дочь Крис Хатчинсон и Мелисса Синкевикс Хатчинсон, участницы «Юная мисс США 1988» и сестра Эйдана Хатчинсона. |
| Миннесота                  | Маделин Хелгет    | 24      | Клируотер        | Топ 12        | |
| Миссисипи                  | Хейли Уайт        | 23      | Пикаюн           |               | |
| Миссури                    | Микала МакГи      | 28      | Сент-Луис        | Топ 16        | |
| Монтана                    | Хизер Ли О'Киф    | 25      | Бозмен           |               | |
| Небраска                   | Натали Пайпер     | 27      | Омаха            | 2-я Вице-мисс | |
| Невада                     | Саммер Кеффелер   | 21      | Парадайс         |               | В прошлом «Юная мисс Вашингтон 2018» Сестра Сторми Кеффелер, обладательница титула «Мисс Вашингтон 2016»      |
| Нью-Гэмпшир                | Камила Сакко      | 27      | Портсмут         | Топ 12        | |
| Нью-Джерси                 | Александра Лахман | 26      | Хобокен          |               | |
| Нью-Мексико                | Сюзанна Перес     | 25      | Порталес         | Топ 12        | |
| Нью-Йорк                   | Хизер Нуньес      | 26      | Куинс            |               | |
| Северная Каролина          | Морган Романо     | 24      | Конкорд          | 1-я Вице-мисс | |
| Северная Дакота            | СаНоа ЛаРокк      | 25      | Белкорт          |               | |
| Огайо                      | Сэр'Квора Кэрролл | 23      | Canal Winchester | 3-я Вице-мисс | |
| Оклахома                   | Эшли Эрхарт       | 25      | Оклахома-Сити    |               | В прошлом «National Sweetheart 2021»                                                                          |
| Орегон                     | Ариэль Фрейтаг    | 28      | Гаррисбург       |               | |
| Пенсильвания               | Билли ЛаРаэ Оуэнс | 25      | Финиксвилл       |               | Дочь Билли Оуэнса                                                                                             |
| Род-Айленд                 | Элейн Колладо     | 27      | Провиденс        |               | В прошлом «Юная мисс Род-Айленд 2013»                                                                         |
| Южная Каролина             | Меера Бхонсле     | 26      | Лексингтон       |               | |
| Южная Дакота               | Шанайа Кнутсон    | 22      | Viborg           |               | В прошлом «Мисс Южная Дакота 2018»                                                                            |
| Теннесси                   | Эмили Саттл       | 26      | Франклин         | Топ 12        | В прошлом «Юная мисс Теннесси 2013»                                                                           |
| Техас                      | Р’Бонни Гэбриэл   | 28      | Хьюстон          | Мисс США 2022 | |
| Юта                        | Элизабет Брэдли   | 28      | Солт-Лейк-Сити   |               | |
| Вермонт                    | Келси Голонка     | 23      | Монтпилиер       | Топ 12        | В прошлом «Юная мисс Вермонт 2017» Сестра Кензи Голонка, участницы «Юная мисс Вермонт 2022»                   |
| Виргиния                   | Кайли Орват       | 23      | Ашберн           |               | |
| Вашингтон                  | Маззи Эккель      | 22      | Сиэтл            |               | |
| Западная Виргиния          | Кристиан Леонард  | 25      | Моргантаун       | Топ 16        | |
| Висконсин                  | Холлис Браун      | 26      | Милуоки          |               | |
| Вайоминг                   | Морган Макнелли   | 27      | Каспер           |               | |

## Споры
По окончании конкурса красоты появились обвинения в сторону победительницы. Несколько участниц, например из штатов Монтана и Джорджия, выразили своё недоверие и заявили, что результат конкурса в этом году был заранее известен — якобы Габриэль ездила на курорт «Nizuc Resort and Spa», что в городе Канкун, Мексика, через две недели после того, как получила титул «Мисс Техас», и сняла рекламные материалы, которы были опубликованы на странице курорта в соицальной сети Instagram в течение 24 часов после финала. Данный курорт стал одним из официальных спонсоров конкурса после того, как в конце 2020 года были разделены Мисс США и Юная мисс США от организации «Мисс Вселенная» и во главе стала Кристл Стюарт, победительница «Мисс США 2008». Представительницы штатов Техас и Колорадо не были включены в официальную поездку в Канкун вместе с остальными участницами. В интервью телеканалу E! News Р'Бонни Гэбриэл сообщила: «Я бы никогда не стала участвовать ни в одном конкурсе или соревновании, в котором я знаю, что выиграю».

## Заметка
1. ↑  На момент участия в конкурсе